# 鈴木公明
鈴木 公明（すずき きみあき、1966年 - ）は、日本の弁理士・学者。専門は、知的財産価値評価・意匠法。東京理科大学専門職大学院教授。一般社団法人日本知財学会事務局長。

## 略歴
1990年に東京大学農学部を卒業した後、キヤノン知的財産法務本部勤務を経て、特許庁に入庁。特許庁では、特許・実用新案・意匠の審査や意匠制度企画室を歴任。また、制度改正審議室で1998年（平成10年）の意匠法改正を担当した。
2005年東京理科大学専門職大学院助教授、2007年より准教授。また、この年、一般財団法人高度技術社会推進協会（TEPIA）による「TEPIA知的財産学術研究助成」の助成対象者に選ばれる。2009年3月より東和知的財産研究所所長。2010年度に弁理士試験に係る委員を務めた。また、知的財産管理技能検定委員にも就任している。
国際連合教育科学文化機関（ユネスコ）e-learning course、政策研究大学院大学、独立行政法人工業所有権情報・研修館、桑沢デザイン研究所で講師を務めた。

## 研究領域
知的資産の価値評価、デザインマネジメント、知的財産経営、無形資産関連のイベントスタディー。
特許庁在職中から知財ファイナンス分野の執筆、翻訳、講演等の活動を行い、2003年には弁護士の鮫島正洋から「知財ファイナンスの第一人者」と評された。また、「知的財産の価値評価がよ〜くわかる本」は、2005年に朝日新聞土曜版「be on Saturday」の「ランキンブック」で企業・発明分野の1位の書籍として紹介されている。2003年にはオックスフォード大学のロバート・H・ピットケスリー、カリフォルニア大学のエドワード・S・シュワルツの知的財産価値評価関連の学術論文も翻訳、紹介している,。

### 提言の概要
- 日本企業における知的財産マネジメントは高度化されるべきであり、その前提となる合理的意思決定のためには、知的財産の価値評価が必要である[7]。
- 知的財産の証券化は、知的財産をもっとも有効に活用する方策のひとつである[8]。
- M&Aにおけるデューデリジェンスの局面では、知的財産部門が積極的に関与すべきである[9]。

## 著書
- 企業統合と知的財産（経済産業調査会）2010年2月 ISBN 4806528404
- 図解入門ビジネス 最新知的財産のデューデリがよ〜くわかる本（編著／秀和システム）2009年5月 ISBN 4798022780
- 無形資産の評価（共訳／中央経済社）2008年9月 ISBN 4502287601
- IT知財と法務（第2版）（分担執筆／日刊工業新聞）2008年2月 ISBN 4526059986
- 新・特許戦略ハンドブック（分担執筆／商事法務）2006年10月 ISBN 4785713690
- 特許価値評価モデル（PatVM）（分担執筆／東洋経済）2006年5月 ISBN 4492601600
- 知財戦略の基本と仕組みがよ〜くわかる本（編著／秀和システム）2006年1月 ISBN 4798012270
- 特許価値評価モデル（PatVM）活用ハンドブック（分担執筆／東洋経済）2005年12月 ISBN 4492601562
- 図解入門ビジネス 知財評価の基本と仕組みがよ〜くわかる本（秀和システム）2004年10月 ISBN 4798008761
- 知的財産の価値評価―特許権の証券化と積極的活用に向けて（IMS出版）2003年7月 ISBN 4901385178

## メディア掲載
- 朝日新聞　朝刊（2005年2月26日）p57　ランキンブック（1位）
- 日経産業新聞(2004年11月12日)p23
- 日本工業新聞（2003年12月17日）p32
- セブンシーズ(2002年11月号)　p134　インタビュー